# إثاكا (نيويورك)
إثاكا (بالإنجليزية: Ithaca)‏ هي مدينةفي ولاية نيويورك الأمريكية. يبلغ عدد سكانها حسب تعداد سنة 2000: 28,775 نسمة. ويبلغ عددهم حسب تقدير 2007 حوالي:29,974 نسمة.

## التركيبة السكانية
حدّد مكتب تعداد الولايات المتحدة بيانات التركيبة السكانية لإثاكا في تعداد الولايات المتحدة. في ما يلي، التركيبة السكانية حسب تعدادي 2000 و2010.

### تعداد عام 2000
بلغ عدد سكان إثاكا 29,287 نسمة بحسب تعداد عام 2000، وبلغ عدد الأسر 10,287 أسرة وعدد العائلات 2,958 عائلة مقيمة في المدينة. في حين سجلت الكثافة السكانية 1,863 نسمة لكل كيلومتر مربع (4,825.1/ميل2). وبلغ عدد الوحدات السكنية 10,736 وحدة بمتوسط كثافة قدره 683 لكل كيلومتر مربع (1,769.0/ميل2).
وتوزع التركيب العرقي للمدينة بنسبة 73.97% من البيض و6.71% من الأمريكيين الأفارقة و0.39% من الأمريكيين الأصليين و13.65% من الأمريكيين ذوي الأصول الآسيوية و0.05% من سكان جزر المحيط الهادئ و1.86% من الأعراق الأخرى و3.36% من عرقين مختلطين أو أكثر و5.31% من الهسبانيون أو اللاتينيون من أي عرق.
بلغ عدد الأسر 10,287 أسرة كانت نسبة 15.3% منها لديها أطفال تحت سن الثامنة عشر تعيش معهم، وبلغت نسبة الأزواج القاطنين مع بعضهم البعض 19% من أصل المجموع الكلي للأسر، ونسبة 7.8% من الأسر كان لديها معيلات من الإناث دون وجود شريك، بينما كانت نسبة 2% من الأسر لديها معيلون من الذكور دون وجود شريكة وكانت نسبة 71.2% من غير العائلات. تألفت نسبة 43.3% من أصل جميع الأسر من عدة أفراد يعيشون في نفس المنزل ونسبة 7.4% كانت تتألف من شخص يعيش بمفرده يبلغ من العمر 65 عاماً أو أكثر. وبلغ متوسط حجم الأسرة المعيشية 2.13، أما متوسط حجم العائلات فبلغ 2.81.
بلغ العمر الوسطي للسكان 22.0 عاماً. وكانت نسبة 9.1% من القاطنين تحت سن الثامنة عشر، وكانت نسبة 30.1% بين الثامنة عشر والرابعة والعشرين عاماً، ونسبة 19.4% كانت واقعةً في الفئة العمرية ما بين الخامسة والعشرين والرابعة والأربعين عاماً، ونسبة 10.4% كانت ما بين الخامسة والأربعين والرابعة والستين، ونسبة 5.7% كانت ضمن فئة الخامسة والستين عاماً فما فوق. يوجد لكل 100 أنثى 96.1 ذكر، ويوجد لكل 100 أنثى في الثامنة عشر من عمرها فما فوق 94.7 ذكر.
بلغ متوسط دخل الأسرة في المدينة 21,441 دولارًا، أما متوسط دخل العائلة فبلغ 42,304 دولارًا. وكان متوسط دخل الذكور 29,562 دولارًا مقابل 27,828 دولارًا للإناث. وسجل دخل الفرد الخاص بالمدينة 13,408 دولارًا. وكانت نسبة 13.5% من العائلات ونسبة 40.2% من السكان تحت خط الفقر، وكان من هؤلاء نسبة 22.7% تحت سن الثامنة عشر ونسبة 11.7% في الخامسة والستين من العمر وما فوق.

### تعداد عام 2010
بلغ عدد سكان إثاكا 30,014 نسمة بحسب تعداد عام 2010، وبلغ عدد الأسر 10,408 أسرة وعدد العائلات 2,887 عائلة مقيمة في المدينة. في حين سجلت الكثافة السكانية 1,909.3 نسمة لكل كيلومتر مربع (4,945.1/ميل2). وبلغ عدد الوحدات السكنية 10,950 وحدة بمتوسط كثافة قدره 696.6 لكل كيلومتر مربع (1,804.2/ميل2).
وتوزع التركيب العرقي للمدينة بنسبة 70.54% من البيض و6.57% من الأمريكيين الأفارقة و0.38% من الأمريكيين الأصليين و16.17% من الأمريكيين ذوي الأصول الآسيوية و0.04% من سكان جزر المحيط الهادئ و1.98% من الأعراق الأخرى و4.32% من عرقين مختلطين أو أكثر و6.85% من الهسبانيون أو اللاتينيون من أي عرق.
بلغ عدد الأسر 10,408 أسرة كانت نسبة 13.7% منها لديها أطفال تحت سن الثامنة عشر تعيش معهم، وبلغت نسبة الأزواج القاطنين مع بعضهم البعض 18.5% من أصل المجموع الكلي للأسر، ونسبة 7% من الأسر كان لديها معيلات من الإناث دون وجود شريك، بينما كانت نسبة 2.2% من الأسر لديها معيلون من الذكور دون وجود شريكة وكانت نسبة 72.3% من غير العائلات. تألفت نسبة 43% من أصل جميع الأسر من عدة أفراد يعيشون في نفس المنزل ونسبة 6.6% كانت تتألف من شخص يعيش بمفرده يبلغ من العمر 65 عاماً أو أكثر. وبلغ متوسط حجم الأسرة المعيشية 2.14، أما متوسط حجم العائلات فبلغ 2.77.
بلغ العمر الوسطي للسكان 22.4 عاماً. وكانت نسبة 8.2% من القاطنين تحت سن الثامنة عشر، وكانت نسبة 52.5% بين الثامنة عشر والرابعة والعشرين عاماً، ونسبة 21.4% كانت واقعةً في الفئة العمرية ما بين الخامسة والعشرين والرابعة والأربعين عاماً، ونسبة 11.9% كانت ما بين الخامسة والأربعين والرابعة والستين، ونسبة 5.9% كانت ضمن فئة الخامسة والستين عاماً فما فوق. وتوزع التركيب الجنسي للسكان بنسبة 50.4% ذكور و49.6% إناث.

## المناخ
يظهر الجدول التالي التغييرات المناخية على مدار السنة لإثاكا:
| البيانات المناخية لـإثاكا               | البيانات المناخية لـإثاكا | البيانات المناخية لـإثاكا | البيانات المناخية لـإثاكا | البيانات المناخية لـإثاكا | البيانات المناخية لـإثاكا | البيانات المناخية لـإثاكا | البيانات المناخية لـإثاكا | البيانات المناخية لـإثاكا | البيانات المناخية لـإثاكا | البيانات المناخية لـإثاكا | البيانات المناخية لـإثاكا | البيانات المناخية لـإثاكا | البيانات المناخية لـإثاكا |
| الشهر                                   | يناير                     | فبراير                    | مارس                      | أبريل                     | مايو                      | يونيو                     | يوليو                     | أغسطس                     | سبتمبر                    | أكتوبر                    | نوفمبر                    | ديسمبر                    | المعدل السنوي             |
| --------------------------------------- | ------------------------- | ------------------------- | ------------------------- | ------------------------- | ------------------------- | ------------------------- | ------------------------- | ------------------------- | ------------------------- | ------------------------- | ------------------------- | ------------------------- | ------------------------- |
| الدرجة القصوى °ف (°م)                   | 70 (21)                   | 67 (19)                   | 85 (29)                   | 91 (33)                   | 96 (36)                   | 102 (39)                  | 103 (39)                  | 101 (38)                  | 100 (38)                  | 91 (33)                   | 81 (27)                   | 69 (21)                   | 103 (39)                  |
| متوسط درجة الحرارة الكبرى °ف (°م)       | 31.6 (−0.2)               | 32.5 (0.3)                | 41.7 (5.4)                | 54.8 (12.7)               | 67.1 (19.5)               | 76.2 (24.6)               | 80.9 (27.2)               | 78.9 (26.1)               | 71.8 (22.1)               | 60.0 (15.6)               | 47.2 (8.4)                | 35.3 (1.8)                | 56.5 (13.6)               |
| متوسط درجة الحرارة الصغرى °ف (°م)       | 15.7 (−9.1)               | 15.2 (−9.3)               | 24.0 (−4.4)               | 34.7 (1.5)                | 44.6 (7.0)                | 53.8 (12.1)               | 58.4 (14.7)               | 56.7 (13.7)               | 50.1 (10.1)               | 40.0 (4.4)                | 31.8 (−0.1)               | 21.0 (−6.1)               | 37.2 (2.9)                |
| أدنى درجة حرارة °ف (°م)                 | −25 (−32)                 | −25 (−32)                 | −17 (−27)                 | 11 (−12)                  | 22 (−6)                   | 31 (−1)                   | 38 (3)                    | 32 (0)                    | 24 (−4)                   | 15 (−9)                   | −4 (−20)                  | −22 (−30)                 | −25 (−32)                 |
| الهطول إنش (مم)                         | 2.01 (51)                 | 1.94 (49)                 | 2.62 (67)                 | 2.89 (73)                 | 3.33 (85)                 | 3.64 (92)                 | 3.61 (92)                 | 3.50 (89)                 | 3.41 (87)                 | 3.12 (79)                 | 2.65 (67)                 | 2.41 (61)                 | 35.14 (893)               |
| متوسط تساقط الثلوج إنش (سم)             | 15.5 (39)                 | 14.5 (37)                 | 11.9 (30)                 | 3.9 (9.9)                 | .1 (0.25)                 | 0 (0)                     | 0 (0)                     | 0 (0)                     | 0 (0)                     | .4 (1.0)                  | 4.9 (12)                  | 13.2 (34)                 | 64.3 (163)                |
| متوسط أيام هطول الأمطار (≥ .01 inch)    | 15                        | 13                        | 14                        | 14                        | 14                        | 12                        | 12                        | 11                        | 11                        | 12                        | 13                        | 15                        | 156                       |
| المصدر: Western Regional Climate Center |                           |                           |                           |                           |                           |                           |                           |                           |                           |                           |                           |                           |                           |

## أعلام
- روبرت ريتشاردسون
- بيتر ديباي
- هانز بيته
- أليكس هيلي
- كارل ساغان